# Il dolore: un compagno scomodo
Il dolore: un compagno scomodo è un libro scritto dal medico Felice D'Onofrio, che tratta a tutto tondo uno dei più importanti enigmi a cui l'uomo tenta di effettuare risposte convincenti e rassicuranti. L'autore attraversa non solo i campi biologici, ma anche quelli della morale e della spiritualità, portando con sé il filo conduttore della speranza che l'uomo proprio nel dolore ritrovi se stesso. 
Il libro inizia con un excursus storico sul senso, sui contenuti e sui significati che il dolore e la sofferenza hanno rappresentato nel corso della storia dell'uomo, dall'antico Egitto, all'antica Grecia, dal periodo medioevale ai nostri giorni, con il contributo del pensiero dei più grandi filosofi e studiosi. Segue un capitolo sulla descrizione fisiologica del dolore, dalle fibre mieliniche e amieliniche che conducono gli impulsi dolorosi ai recettori del dolore, dai centri del dolore all'elaborazione cerebrale del dolore ed ai mezzi atti per contrastarlo. Seguono i capitoli che si occupano del perché del dolore.

## Edizioni
- Felice D'Onofrio, Il dolore: un compagno scomodo, Edizioni Paoline, 1992,  pp.106 cap.6.